# Вільям Шетнер
Ві́льям Алан Ше́тнер (англ. William Shatner; нар. 22 березня 1931, Монреаль, провінція Квебек, Канада) — канадський актор і письменник. Кавалер Ордена Канади (2019); лауреат премії «Золотий глобус» (2005), «Еммі» (2004, 2005), «Сатурн» (1980, 1983, 2016) та інших.

## Загальні відомості
Він став відомим у всьому світі завдяки зіграній ним ролі Джеймса Тіберія Кірка, капітана зорельота «Ентерпрайз», в серіалах «Зоряний шлях: Оригінальний серіал», «Зоряний шлях: Анімаціний серіал» і семи подальших художніх фільмах. Шетнер написав серію книг, де розповідав про те, як грав роль свого героя капітана Кірка і що відбувалося на зйомках кіноепопеї «Зоряний шлях», а також був співавтором кількох романів, які увійшли у всесвіт «Зоряного шляху». Він також написав серію науково-фантастичних романів під назвою «Війни тек», за якими були написані сценарії для телебачення.
Шетнер крім того грав головну роль досвідченого сержанта поліції в телесеріалі «Ті Джей Хукер» з 1982 по 1986. Він — музикант, автор, продюсер, режисер і відомий рекламіст. З 2004 по 2008 він грав роль адвоката Денні Крейна в телевізійній драмі «Юристи Бостона», за яку отримав дві премії «Еммі» і «Золотий глобус». У 2009 Шетнер озвучував головного героя Гавона Дону Салмонелла в мультсеріалі «Гавони».

## Політ в космос
У жовтні 2021 року в 90-річному віці він у складі екіпажу суборбітального корабля «New Shepard» компанії «Blue Origin» бізнесмена Джеффа Безоса здійснив політ у космос, ставши найстаршою людиною у світі, яка там побувала. При цьому він також став одним із 600 людей, які побували в космосі до того часу.

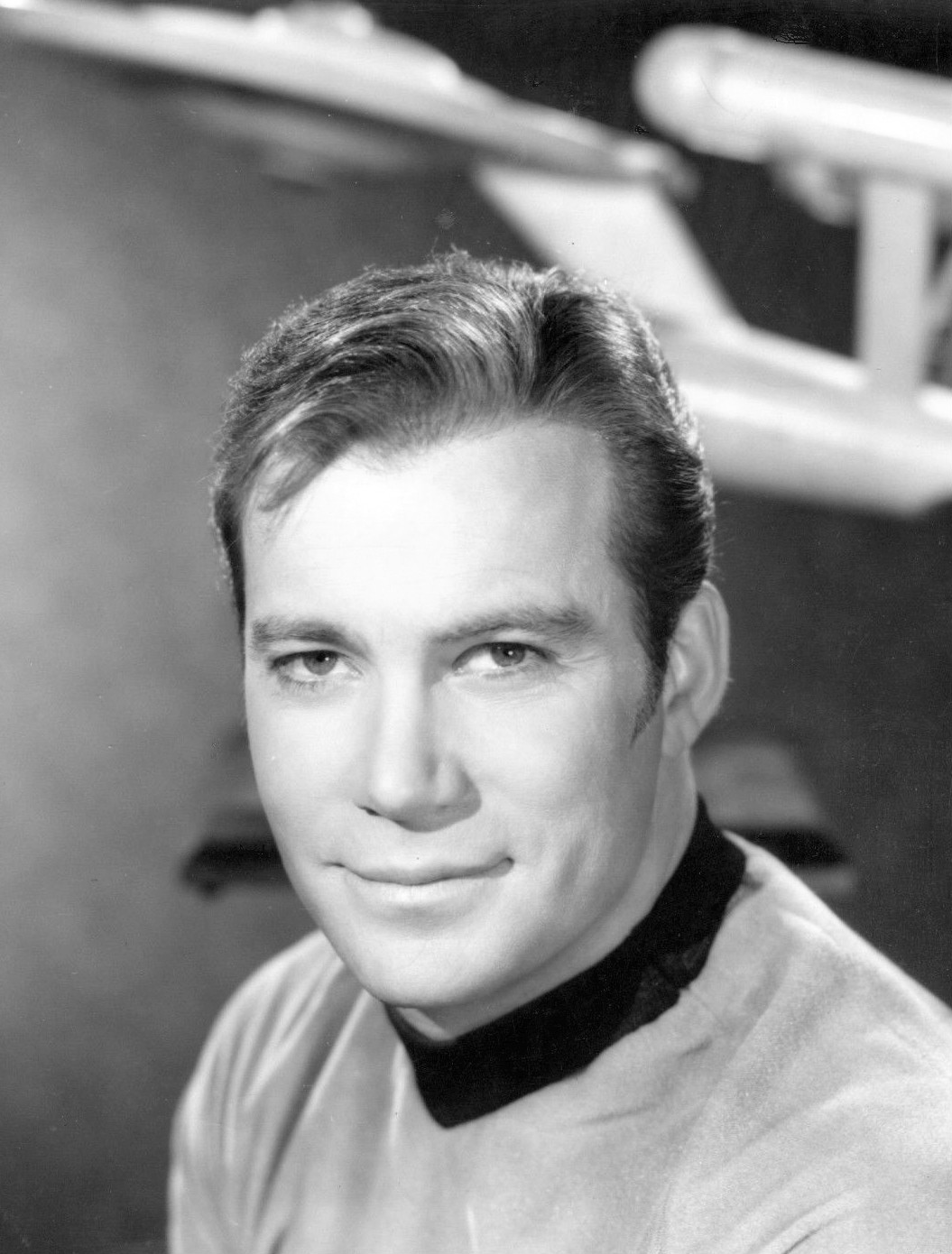
У ролі капітана Кірка, 1967 р.

## Фільмографія
- 1966 — Велика долина / The Big Valley — Бретт Скайлер
- 1966—1969 — Зоряний шлях: Оригінальний серіал / Star Trek: The Original Series
- 1972 — Собака Баскервілів / The Hound of the Baskervilles
- 1973—1974 — Зоряний шлях: Анімаційний серіал / Star Trek: The Animated Series
- 1978 — Байстрюк / The Bastard
- 1979 — Зоряний шлях: Фільм / Star Trek: The Motion Picture
- 1982 — Години відвідування / Visiting Hours
- 1982 — Зоряний шлях 2: Гнів Хана / Star Trek II: The Wrath of Khan
- 1984 — Зоряний шлях 3: У пошуках Спока / Star Trek III: The Search for Spock
- 1986 — Зоряний шлях 4: Подорож додому / Star Trek IV: The Voyage Home
- 1989 — Зоряний шлях 5. Останній кордон / Star Trek V: The Final Frontier
- 1991 — Зоряний шлях 6: Невідкрита країна / Star Trek VI: The Undiscovered Country
- 1993 — Заряджена зброя 1 / Loaded Weapon 1
- 1994 — Зоряний шлях: Покоління / Star Trek: Generations
- 2000 — Міс Конгеніальність / Miss Congeniality
- 2006 — Лісова братія / Over the Hedge
- 2011—2012 — Ясновидець
- 2020 — Творці: минуле